# Gethyllis
Gethyllis là chi thực vật có hoa trong họ Amaryllidaceae, đặc hữu của khu vực thảo nguyên cát trong tỉnh Cape của Nam Phi.

## Loài
| - Gethyllis afra L. - Gethyllis angelicae Dinter & G.M.Schulze - Gethyllis barkerae D.Müller-Doblies - Gethyllis britteniana Baker - Gethyllis campanulata L.Bolus - Gethyllis ciliaris L. - Gethyllis fimbriatula D.Müller-Doblies - Gethyllis grandiflora L.Bolus - Gethyllis gregoriana D.Müller-Doblies - Gethyllis hallii D.Müller-Doblies - Gethyllis kaapensis D.Müller-Doblies - Gethyllis lanuginosa Marloth - Gethyllis lata L.Bolus | - Gethyllis latifolia Masson ex Baker - Gethyllis linearis L.Bolus - Gethyllis longistyla Bolus - Gethyllis longituba L.Bolus - Gethyllis namaquensis (Schönland) Oberm. - Gethyllis pectinata D.Müller-Doblies - Gethyllis roggeveldensis D.Müller-Doblies - Gethyllis setosa Marloth - Gethyllis spiralis L. - Gethyllis transkarooica D.Müller-Doblies - Gethyllis undulata Herb. - Gethyllis unilateralis L.Bolus - Gethyllis uteana D.Müller-Doblies - Gethyllis verrucosa Marloth - Gethyllis verticillata R. Br. ex Herb. - Gethyllis villosa (Thunb.) Thunb. |